# استان شمال مرکزی، سری‌لانکا
استان شمال مرکزی (උතුරු මැද පළාත) از استان‌های کشور سری‌لانکا است. جمعیت این استان ۱٬۲۵۹٬۵۶۷ نفر و مرکز آن شهر آنوراداپورا است.
تراکم جمعیت در این استان کم و اقتصاد آن ضعیف است. زمین‌های آن بیشتر از نوع بیشه‌زارهای خشک گرمسیری است.